# アン・ソンギ
アン・ソンギ（安 聖基、朝: 안성기、1952年1月1日 - ）は、韓国ソウル出身の俳優。子役としてのデビュー当時から、ほぼ一貫して映画にのみ出演し、韓国国内では「国民俳優」と呼ばれている。
政治家の禹相虎は妻の従兄弟。

## 経歴
本貫は順興安氏。ソウル市で、朝鮮戦争のさなか、避難する列車の中で映画プロデューサーの息子として生まれた。1957年、5歳のときに金綺泳監督の『黄昏列車』で子役俳優としてデビュー。2年後の1959年に出演した『十代の反抗』ではサンフランシスコ国際映画祭のゴールデン特別賞 (子役俳優賞)および、文化情報省映画賞 (大鐘賞の前身の賞) を受賞した。同監督の代表作のひとつ『下女』や、ユ・ヒョンモク監督の代表作のひとつ『誤発弾』 (1961年) など、約70作品に出演した。
ソウル市内の小学校･中学校 (中学時代の同級生にチョー・ヨンピルがいる) を卒業、高等学校在学中に学業に専念するため俳優業を引退。2年間の浪人生活の後韓国外国語大学に入学し、ベトナム語を専攻した。ベトナム戦争の最中だった大学在学中、予備役将校訓練課程を利用して大学に在籍したまま将校としてベトナムに赴任する事を希望していたが、任用される前に韓国がベトナムから撤退したため、ベトナムに行く機会には恵まれなかった。
大学卒業後の1977年、父親の勧めでキム・ギ監督の『兵士と娘たち』に出演して映画界に復帰、麻薬事件で謹慎処分を受けていたイ・ジャンホ監督の復帰第1作『風吹くよき日』 (1980年) で中華料理屋の出前持ちをしながら、社会の底辺で生きる若者の役を演じ、その年の大鐘賞最優秀新人賞を受賞した。翌1981年にはイム・グォンテク監督の『曼荼羅』に出演し、破戒僧との交流を経て悟りの境地へと至る修行僧を演じた (この作品で韓国演劇映画芸術賞の男優賞を受賞した)。1982年には、ペ・チャンホ監督との初共同作『鉄人たち』で、その翌年の1983年にはイム・グォンテク監督がイ・ムニョルの小説『匿名の島』を映画化した『霧の村』で、2年連続で大鐘賞主演男優賞を受賞した。
監督ペ・チャンホ、原作･脚本チェ・イノ、主演アン・ソンギのトリオで1980年代前半に製作した作品のうち、インテリのホームレスを演じた『鯨とり コレサニャン』 (1984年) と、アメリカン・ドリームに取り付かれた末に破滅していく男を演じた『ディープ・ブルー・ナイト』 (1985年)はソウル市内だけで40万人以上もの観客を動員するヒット作となり、後者では3度目となる大鐘賞主演男優賞を受賞した。
1988年の『チルスとマンス』で、当時デビューして3年ほどのパク・チュンフンと共演、北朝鮮を支持して長期服役囚となった父を持ったが故に出世の道を閉ざされ、看板の広告画を描いて生計を立てているパク・マンス役を演じた。『チルスとマンス』は興行的にはそれほどヒットした訳ではなかったが、ロカルノ国際映画祭やベルリン国際映画祭などに出品され、特に前者では青年批評家賞を受賞するなど、国内外の批評家から高く評価された。パク・チュンフンとは、『ツー・コップス』 (1993年、大鐘賞主演男優賞を共同受賞)・『Nowhere ノーウェアー』 (1999年)・『ラジオスター』 (2006年、青龍映画賞主演男優賞を共同受賞、大鐘賞主演男優賞受賞) と合計4作品 で共演するだけでなく、韓国国内におけるコンテンツの違法ダウンロードに対抗し、合法ダウンロードを推進するキャンペーンにおいて共同委員長を務めたりもする程親しい関係であるという。
朝鮮戦争時代、南北双方から見捨てられたパルチザンに取材のため同行し、自らの行動との対比の中で苦悩する従軍記者を演じた『南部軍 愛と幻想のパルチザン』で青龍映画賞と春史映画芸術賞で主演男優賞を、大統領候補の暗殺事件をめぐる陰謀を追うジャーナリストを演じた『誰が竜の爪先を見たのか』 (1991年) では百想芸術大賞主演男優賞を受賞した。

## 出演作品

### 映画
| 年   | タイトル                       | 原題                         | 役名                            | 備考                                                                         |
| ---- | ------------------------------ | ---------------------------- | ------------------------------- | ---------------------------------------------------------------------------- |
| 1957 | 黄昏列車                       | 황혼열차                     |                                 | 映画デビュー作                                                               |
| 1958 | 子守唄                         | 자장가                       |                                 |                                                                              |
| 1958 | 慕情                           | 모정                         |                                 |                                                                              |
| 1958 | 涙                             | 눈물                         |                                 |                                                                              |
| 1959 | 愛は流れゆく                   | 사랑은 흘러가도              |                                 |                                                                              |
| 1959 | 姉妹の花園                     | 자매의 화원                  |                                 |                                                                              |
| 1959 | 10代の反抗                     | 10대의 반항                  |                                 | サンフランシスコ国際映画祭ゴールデン特別賞 (子役俳優) 韓国文化情報省映画賞   |
| 1960 | 下女                           | 하녀                         | チャンスン                      |                                                                              |
| 1960 | 誤発弾                         | 오발탄                       |                                 |                                                                              |
| 1961 |                                |                              |                                 |                                                                              |
| 1962 |                                |                              |                                 |                                                                              |
| 1965 |                                |                              |                                 |                                                                              |
| 1967 |                                |                              |                                 |                                                                              |
| 1977 |                                |                              |                                 |                                                                              |
| 1978 | クラッシュ・フォース           |                              |                                 |                                                                              |
| 1979 |                                |                              |                                 |                                                                              |
| 1980 | 風吹く良き日                   | 바람 불어 좋은 날            |                                 | 大鐘賞最優秀新人俳優賞                                                       |
| 1981 | 暗闇の子供たち                 |                              |                                 |                                                                              |
| 1981 | 曼荼羅                         | 만다라                       | ボブン                          |                                                                              |
| 1982 | コバン村の人々                 |                              |                                 |                                                                              |
| 1982 | 鉄人たち                       |                              |                                 | 大鐘賞主演男優賞                                                             |
| 1983 | 霧の村                         |                              | ケチョル                        | 大鐘賞主演男優賞                                                             |
| 1983 | 赤道の花                       |                              | ミスターM                       | 百想芸術大賞最優秀主演男優賞                                                 |
| 1984 | 膝と膝の間                     |                              | チョビン                        |                                                                              |
| 1984 | 鯨とり コレサニャン            |                              | ミヌ                            |                                                                              |
| 1985 | 鯨とり2                        |                              |                                 |                                                                              |
| 1985 | ディープ・ブルー・ナイト       |                              | ペク・ホビン                    | 大鐘賞主演男優賞 百想芸術大賞最優秀主演男優賞 韓国映画評論家協会賞主演男優賞 |
| 1985 | 於宇同（哀恋妃）               | 어우동                       | カルメ                          |                                                                              |
| 1985 | 冬の旅人                       |                              |                                 |                                                                              |
| 1986 | 外人球団（恐怖の外人球団）     |                              | ソン・ビョンホ                  |                                                                              |
| 1986 | 黄真伊(ファン・ジニ)           |                              | 靴職人                          |                                                                              |
| 1987 | 神さまこんにちは               |                              | キム・ビョンテ                  |                                                                              |
| 1987 | わが青春のすばらしき日々       |                              | キム・ヨンミン                  | アジア・パシフィック映画祭主演男優賞                                         |
| 1988 | チルスとマンス                 | 칠수와 만수                  | パク・マンス                    |                                                                              |
| 1988 | 成功時代                       | 성공시대                     | キム・バンチョル                | 百想芸術大賞最優秀主演男優賞                                                 |
| 1989 |                                |                              |                                 |                                                                              |
| 1990 | 南部軍 愛と幻想のパルチザン    |                              | イ・テ                          |                                                                              |
| 1991 |                                |                              |                                 |                                                                              |
| 1992 | ホワイト・バッジ               | 하얀戰爭                     | ハン・ギジュ                    | アジア･パシフィック映画祭主演男優賞                                          |
| 1992 | 君の中のブルー                 |                              | イ・ホソク                      |                                                                              |
| 1993 | あの島に行きたい               | 그 섬에 가고싶다             | キム・チョル                    |                                                                              |
| 1993 | ツー・コップス                 | 투캅스                       | チョ・ギュンス刑事              | 大鐘賞主演男優賞 (パク・チュンフンと同時受賞)                                |
| 1994 | 太白山脈                       | 太白山脈 태백산맥            | キム・ボム                      |                                                                              |
| 1995 | 永遠なる帝国                   | 영원한 제국                  | 正祖                            | 韓国映画評論家協会賞主演男優賞                                               |
| 1996 | パク・ポンゴン家出事件         |                              | 探偵X                           |                                                                              |
| 1996 | 眠る男                         |                              | 拓次                            | 日本映画                                                                     |
| 1996 | 祝祭                           | 祝祭 축제                    | イ・ジュンソプ                  | 韓国映画評論家協会賞主演男優賞                                               |
| 1997 |                                |                              |                                 |                                                                              |
| 1998 | ソウル・ガーディアンズ/退魔録  |                              | パク・ユンギュ神父              |                                                                              |
| 1998 | 美術館の隣の動物園             | 미술관 옆 동물원             | ソ・イングォン/チェ・イングォン |                                                                              |
| 1999 | NOWHERE ノーウェアー           | 人情事情 볼 것 없다          | チャン・ソンミン                |                                                                              |
| 1999 | スプリング・イン・ホームタウン | 아름다운 시절                | ソンミンの父                    |                                                                              |
| 2000 | キリマンジャロ                 |                              | ボンゲ                          |                                                                              |
| 2000 | 真実ゲーム                     |                              | チョ・ジェヒョン検事            |                                                                              |
| 2001 | マリといた夏                   |                              | キョンミン (声)                 | アニメーション作品                                                           |
| 2001 | 黒水仙                         |                              | ファン・ソク                    |                                                                              |
| 2001 | MUSA -武士-                    | 武士 무사                    | チン・リブ                      |                                                                              |
| 2002 | 酔画仙                         | 醉畵仙 취화선                | キム・ビョンムン                |                                                                              |
| 2002 | ピアノを弾く大統領             | 피아노 치는 대통령           | ハン・ミヌク大統領              |                                                                              |
| 2003 | シルミド                       | 實尾島 실미도                | キム・ジェヒョン                |                                                                              |
| 2004 | ARAHAN アラハン                | 아라한 장풍 대작전           | チャウン                        |                                                                              |
| 2005 | デュエリスト                   | 刑事 형사                    | アン刑事                        |                                                                              |
| 2006 | 墨攻                           |                              | 巷淹中                          | 韓国･中国･日本合作                                                           |
| 2006 | 韓半島 -HANBANDO-              | 한반도                       | 韓国大統領                      |                                                                              |
| 2006 | ラジオスター                   |                              | パク・ミンス                    | 大鐘賞主演男優賞 青龍映画賞主演男優賞 (パク・チュンフンと同時受賞)           |
| 2007 | 光州5・18                      | 화려한 휴가                  | パク・フンス                    |                                                                              |
| 2008 | 最高のパートナー               |                              | カン・ミノ                      |                                                                              |
| 2008 | 神機箭                         | 신기전                       | 世宗                            |                                                                              |
| 2009 | 不器用なふたりの恋             |                              | ヒョンマン                      |                                                                              |
| 2011 | 第7鉱区                        | 7광구                        | アン・ジョンマン                |                                                                              |
| 2012 | 折れた矢                       | 부러진 화살                  | 教授 キム・ギョンホ             |                                                                              |
| 2012 | ザ・タワー 超高層ビル大火災    | 타워                         | 署長                            |                                                                              |
| 2013 | トップスター                   | 톱스타                       |                                 |                                                                              |
| 2014 | ゴシップサイト 危険な噂        | 찌라시: 위험한 소문          | ナム・ジョンイン                |                                                                              |
| 2014 | 神の一手                       | 신의 한                      | ジーザス                        |                                                                              |
| 2015 | ラスト・ナイツ                 | Last Knights                 | オーギュスト卿                  |                                                                              |
| 2016 | 殺戮にいたる山岳               | 사냥                         | ムン・ギソン                    |                                                                              |
| 2018 | 人間の時間                     | 인간, 공간, 시간 그리고 인간 | 謎の老人                        |                                                                              |
| 2019 | ディヴァイン・フューリー/使者  | 사자                         | アン神父                        |                                                                              |
| 2019 | よりそう花ゝ                   |                              | ソンギル                        |                                                                              |
| 2022 | ハンサン -龍の出現-            | 한산: 용의 출현              | オ・ヨンダム（魚泳潭）          |                                                                              |

### 広告
- アシアナ航空が機内等で集めているユニセフ募金の機内上映用ビデオにイ・ビョンホンと一緒に出演　出典